# King Biscuit Flower Hour Presents: Deep Purple in Concert
King Biscuit Flower Hour Presents: Deep Purple in Concert uživo je album britanskog hard rock sastava Deep Purple, kojeg 1995. godine objavljuje radio mreža 'King Biscuit Flower Hour'.
Materijal je snimljen u 'Long Beach Areni' 27. veljače 1976. godine. Američka verzija albuma sadrži 4 bonus skladbe snimljene na Deep Purpleovom koncertu u Springfieldu, u siječnju 1976. godine. Ovaj koncert, izvorno je bio namijenjen za emitiranje u emisiji mrežne radio postaje 'King Biscuit Flower Hour'. Prvobitni koncert iz Springfielda, bio je neprikladan za radio emisiju, pa je zbog toga mjesec dana kasnije ponovno snimljen u 'Long Beach Areni'.
Europsko i američko izdanje objavljeno je u različitim verzijama i imaju različite omote, popis naslova i brojeve.

## Popis pjesama

### CD 1
1. "Burn" (David Coverdale, Ritchie Blackmore, Jon Lord, Ian Paice) - 8:15
2. "Lady Luck" (Coverdale, Roger Cook) - 3:13
3. "Gettin' Tighter" (Tommy Bolin, Glenn Hughes) - 13:42
4. "Love Child" (Coverdale, Bolin) - 5:49
5. "Smoke on the Water/Georgia on My Mind" (Ian Gillan, Blackmore, Roger Glover, Lord, Paice)/(Hoagy Carmichael, Stuart Gorrell) - 8:59
6. "Lazy/The Grind" (Gillan, Blackmore, Glover, Lord, Paice)/(Bolin, Cook, John Tesar, Stanley Sheldon) - 22:29

### CD 2
1. "This Time Around" (Hughes, Lord) - 7:05
2. "Tommy Bolin Guitar Solo" (Bolin) - 10:32
3. "Stormbringer" (Coverdale, Blackmore) - 10:27
4. "Highway Star/Not Fade Away" (Gillan, Blackmore, Glover, Lord, Paice)/(Buddy Holly, Norman Petty) - 7:16
5. " Smoke on the Water (Gillan, Blackmore, Glover, Lord, Paice)- 9:31
6. "Going Down" (Don Nix) - 7:30
7. "Highway Star" (Gillan, Blackmore, Glover, Lord, Paice) - 5:34

## Izvođači
- Tommy Bolin - Gitara, vokal
- David Coverdale - Prvi vokal
- Glenn Hughes - Bas gitara, vokal
- Jon Lord - Klavijature, orgulje, sintisajzer, prateći vokali
- Ian Paice - Bubnjevi, udaraljke